# Episodi di Dennis the Menace (quarta stagione)
La quarta stagione della serie televisiva Dennis the Menace è stata trasmessa in anteprima negli Stati Uniti d'America dalla CBS tra il 30 settembre 1962 e il 7 luglio 1963.
| nº | Titolo originale                      | Titolo italiano | Prima TV USA      | Prima TV Italia |
| -- | ------------------------------------- | --------------- | ----------------- | --------------- |
| 1  | The Chinese Girl                      |                 | 30 settembre 1962 |                 |
| 2  | You Go Your Way                       |                 | 7 ottobre 1962    |                 |
| 3  | Dennis and the Circular Circumstances |                 | 14 ottobre 1962   |                 |
| 4  | The Little Judge                      |                 | 21 ottobre 1962   |                 |
| 5  | Poor Mr. Wilson                       |                 | 28 ottobre 1962   |                 |
| 6  | Dennis in Gypsyland                   |                 | 4 novembre 1962   |                 |
| 7  | The New Principal                     |                 | 11 novembre 1962  |                 |
| 8  | San Diego Safari                      |                 | 18 novembre 1962  |                 |
| 9  | Dennis at Boot Camp                   |                 | 25 novembre 1962  |                 |
| 10 | Henry's New Job                       |                 | 2 dicembre 1962   |                 |
| 11 | Wilson's Second Childhood             |                 | 16 dicembre 1962  |                 |
| 12 | Jane Butterfield Says                 |                 | 23 dicembre 1962  |                 |
| 13 | Dennis and the Hermit                 |                 | 30 dicembre 1962  |                 |
| 14 | My Uncle Ned                          |                 | 6 gennaio 1963    |                 |
| 15 | Junior Astronaut                      |                 | 13 gennaio 1963   |                 |
| 16 | Wilson's Little White Lie             |                 | 20 gennaio 1963   |                 |
| 17 | Dennis the Rainmaker                  |                 | 27 gennaio 1963   |                 |
| 18 | The Creature with Big Feet            |                 | 3 febbraio 1963   |                 |
| 19 | Dennis, the Confused Cupid            |                 | 10 febbraio 1963  |                 |
| 20 | Dennis Goes to Washington             |                 | 17 febbraio 1963  |                 |
| 21 | The Big Basketball Game               |                 | 24 febbraio 1963  |                 |
| 22 | Wilson's Allergy                      |                 | 3 marzo 1963      |                 |
| 23 | Baby Booties                          |                 | 10 marzo 1963     |                 |
| 24 | My Four Boys                          |                 | 17 marzo 1963     |                 |
| 25 | Dennis and the Homing Pigeons         |                 | 24 marzo 1963     |                 |
| 26 | A Tax on Cats                         |                 | 31 marzo 1963     |                 |
| 27 | The Uninvited Guest                   |                 | 7 aprile 1963     |                 |
| 28 | Dennis Plays Robin Hood               |                 | 14 aprile 1963    |                 |
| 29 | The Three F's                         |                 | 21 aprile 1963    |                 |
| 30 | Never Say Dye                         |                 | 28 aprile 1963    |                 |
| 31 | The Lost Dog                          |                 | 5 maggio 1963     |                 |
| 32 | Tuxedo Trouble                        |                 | 12 maggio 1963    |                 |
| 33 | Hawaiian Love Song                    |                 | 19 maggio 1963    |                 |
| 34 | The Lucky Rabbit's Foot               |                 | 26 maggio 1963    |                 |
| 35 | Listen to the Mockingbird             |                 | 2 giugno 1963     |                 |
| 36 | First Editions                        |                 | 9 giugno 1963     |                 |
| 37 | A Man Among Men                       |                 | 16 giugno 1963    |                 |
| 38 | Aunt Emma Visits the Wilsons          |                 | 7 luglio 1963     |                 |